# Reload (sång)
"Reload" är en singel av Sebastian Ingrosso och Tommy Trash. Den första versionen av låten släpptes den 29 september 2012. En andra version, med sång av John Martin, släpptes den 10 maj 2013 och hamnade på en 5:e plats på Sverigetopplistan.

## Låtlista
Digital nedladdning
| Nr | Titel                                 | Längd |
| -- | ------------------------------------- | ----- |
| 1. | Reload (Vocal Version) (Radio Edit)   | 3:41  |
| 2. | Reload (Vocal Version) (Extended Mix) | 6:00  |
| 3. | Reload (Instrumental Version)         | 6:00  |
| 4. | Reload (Vocal Version Tiedye Remix)   | 6:29  |